# DIDO
DIDO — ядерный реактор для испытаний материалов в Исследовательском центре атомной энергии (UK Atomic Energy Authority, UKAEA) в Харвелле, Оксфордшир, Великобритания. Впервые достиг критической мощности в 1956 году, выведен из эксплуатации в 1990 году. Использовал топливо из сплава обогащенного урана с алюминием и тяжелую воду в качестве замедлителя нейтронов и теплоносителя первого контура. Вокруг активной зоны находился графитовый отражатель нейтронов массой около 17 т. На этапе проектирования DIDO был известен как AE334 по номеру инженерного проекта. Первоначальная тепловая мощность реактора составляла 10 МВт, впоследствии она была увеличена до 26 МВт. Активность реактора составляла 17 ТБк. Основные радиоактивные изотопы — C-14 и тритий.
DIDO был спроектирован для достижения интенсивного потока нейтронов, в основном для сокращения времени, необходимого для испытания материалов, предназначенных для использования в ядерных энергетических реакторах. Это также позволило производить интенсивные пучки нейтронов для использования в экспериментах по дифракции нейтронов.
Реактор был остановлен в 1990 году. В том же году выгружено ядерное топливо. В настоящее время реактор находится на третьем этапе деактивации в ожидании распада изотопа Co-60. Предполагается, что вывод из эксплуатации основных объектов будет завершен в 2023 г., вывод реактора из эксплуатации — в 2031 г., а окончательная расчистка площадки — в 2064 г.
Всего по этой конструкции было построено шесть реакторов:
- DIDO, первый пуск в 1956 г.[1]
- PLUTO, также в Харвелле, первый пуск в 1957 году.
- HIFAR (Австралия), первый пуск в январе 1958 г.
- Реактор для испытаний материалов в Доунрее (DMTR) на предприятии по развитию ядерной энергетики Доунри в Шотландии, первый пуск в мае 1958 года.
- DR-3 в Национальной лаборатории Рисё (Дания ), первый пуск в январе 1960 г.[4]
- FRJ-II в исследовательском центре Юлих (Германия), первый пуск в 1962 г.

HIFAR закрылся последним в 2007 году.